# Nessos
|  | Per a altres significats, vegeu Nestos |

Nessos (en grec antic Νέσσος), va ser, segons la mitologia grega, un centaure, fill, com la resta dels centaures d'Ixíon i de Nèfele.
Va prendre part en la lluita contra Folos i Hèracles, i va ser expulsat de les seves terres per l'heroi. Va anar a instal·lar-se a la ribera de l'Evè, on feia de barquer. Allà va trobar-se amb Hèracles per segona vegada, quan portava la seua esposa Deianira a l'altra banda. Hèracles va travessar el riu nedant, però va deixar Deianira en mans del barquer. Durant la travessia, Nessos va voler violar-la, i Deianira va demanar ajuda a l'heroi. Hèracles el va abatre amb una de les seues sagetes enverinades, però Nessos, abans de morir, recomanà a Deianira que recollís la seua sang (barrejada amb el verí de l'Hidra) tot fent-li creure que serviria com un filtre amorós si alguna vegada Hèracles li fos infidel. Més endavant, quan Hèrcules es posà la túnica impregnada del líquid que Nessos havia donat a Deianira, la roba se li va arrapar al cos i li produïa danys horribles, i cada vegada que se la volia arrencar s'arrencava també trossos de carn. Hèracles, en el seu dolor, va decidir cremar-se viu.